# Twilio
Twilio — американська компанія, розташована в Сан-Франциско, яка надає інструменти для здійснення та отримання телефонних дзвінків, надсилання та отримання текстових повідомлень, а також виконання інших функцій зв'язку за допомогою свого API.

## Історія
Twilio була заснована в 2008 році Джеффом Лоусоном(Jeff Lawson), Еваном Куком(Evan Cooke) і Джоном Уолтуїсом(John Wolthuis) і спочатку базувалася в Сіетлі та Сан-Франциско.
20 листопада 2008 року компанія запустила Twilio Voice — API для здійснення та отримання телефонних дзвінків, повністю розміщений у хмарі. API для обміну текстовими повідомленнями Twilio випустила в лютому 2010 року, а відправка SMS на короткі номери були запущена в публічній бета-версії в липні 2011 року.
В період з 2009 по 2015 рік компанія отримала серію інвестицій, і у 2016 році вийшла на IPO(TWLO).
У вересні 2022, з Twilio було звільнено 11% свого штату, щоб зробити компанію прибутковою в 2023 році.
13 лютого 2023 було оголошено про намір звільнити 1500 працівників, що становило близько 17% від усього штату.

## Технології
Twilio використовує для розміщення своєї комунікаційної інфраструктури Amazon Web Services . Компанія розбудовує архітектуру свого сервісу за принципами, які передбачають захист від неочікуваних збоїв, і сервіс залишався онлайн навіть під час широкого збою AWS у квітні 2011 року.
Замість використання галузевих стандартних протоколів, таких як SIP, Twilio використовує для керування дзвінками власну мову розмітки TwIML, щоб забезпечити пряму інтеграцію зі своїми службами. Twilio та клієнт зазвичай обмінюються документами TwIML через HTTP Webhook.